# Косатка в небе
«Косатка в небе» — дебютный студийный альбом российской певицы Ольги Серябкиной, выпущенный под псевдонимом Molly 4 апреля 2019 на лейбле Malfa.

## История создания и релиз
В октябре 2018 года Ольга Серябкина объявила об уходе из группы Serebro, в которой проработала почти 12 лет с момента основания коллектива. Продюсер Serebro Максим Фадеев сообщил, что Ольга продолжит с ним сотрудничество в качестве сольного артиста. Сольную карьеру Серябкина начала ещё в 2014 году, когда под псевдонимом Holy Molly выпустила совместно с DJ M.E.G. песню «Kill Me All Night Long». Позже, переименовав проект в Molly, Ольга выпустила ещё несколько сольных композиций, но из-за занятости в группе не могла полноценно заниматься самостоятельным творчеством.
5 апреля 2019 года состоялся релиз дебютного сольного альбома Ольги Серябкиной (Molly) «Косатка в небе». В пластинку вошли 14 треков. Музыку ко всем композициям написал Максим Фадеев, а тексты ко многим песням — сама Ольга. 20 апреля в концертном зале «Известия Hall» состоялся первый большой сольный концерт Ольги Серябкиной, на котором она исполнила многие песни из альбома.

## Реакция критиков
Рецензент InterMedia Алексей Мажаев дал пластинке смешанную оценку. Журналист отметил, что большинство новых песен в альбоме «звучит менее ярко, чем хотелось бы». Наиболее интересными и запоминающимися композициями, по мнению критика, являются «Не бойся», «Я просто люблю тебя», «Косатка в небе» и дуэт с Максимом Фадеевым «Рассыпая серебро». Также рецензент выделил песню «Набери мой номер», назвав её «отличной стилизацией под „красное диско“ 80-х».

## Список композиций
| №                   | Название                                           | Текст песни                    | Музыка              | Длительность |
| ------------------- | -------------------------------------------------- | ------------------------------ | ------------------- | ------------ |
| 1.                  | «Не плачу»                                         | Ольга Серябкина                | Максим Фадеев       | 3:01         |
| 2.                  | «Холодная любовь»                                  | Ольга Серябкина                | Максим Фадеев       | 3:12         |
| 3.                  | «Ты ничего не понял»                               | Ольга Серябкина                | Максим Фадеев       | 2:28         |
| 4.                  | «Косатка»                                          | Ольга Серябкина                | Максим Фадеев       | 3:16         |
| 5.                  | «Не бойся»                                         | Ольга Серябкина                | Максим Фадеев       | 3:03         |
| 6.                  | «Мама»                                             | Ольга Серябкина                | Максим Фадеев       | 2:49         |
| 7.                  | «Рассыпая серебро» (при участии Максима Фадеева)   | Максим Фадеев                  | Максим Фадеев       | 3:36         |
| 8.                  | «Потому что любовь»                                | Ольга Серябкина                | Максим Фадеев       | 3:24         |
| 9.                  | «Пьяная»                                           | Ольга Серябкина, Максим Фадеев | Максим Фадеев       | 3:20         |
| 10.                 | «Набери мой номер (Vintage 1988 год, СССР)»        | Ольга Серябкина                | Максим Фадеев       | 2:52         |
| 11.                 | «Если ты меня не любишь» (при участии Егора Крида) | Ольга Серябкина, Егор Булаткин | Максим Фадеев       | 3:26         |
| 12.                 | «Красивый мальчик»                                 | Ольга Серябкина, Максим Фадеев | Максим Фадеев       | 2:09         |
| 13.                 | «Я просто люблю тебя»                              | Ольга Серябкина, Максим Фадеев | Максим Фадеев       | 4:13         |
| 14.                 | «Полуголые» (Bonus Track)                          | Ольга Серябкина                | Максим Фадеев       | 3:16         |
| Общая длительность: | Общая длительность:                                | Общая длительность:            | Общая длительность: | 44:05        |